# 雅佩里
雅佩里是巴西里约热内卢州的一个市镇。总面积82.832平方公里，总人口101690人，人口密度1227.7人/平方公里。